# Frères héroïques
Pour plus de détails, voir Fiche technique et Distribution.
Frères héroïques (The Sun Never Sets) est un film américain réalisé par Rowland V. Lee, sorti en 1939.

## Synopsis
La famille Randolph a une longue tradition de travail dans le service colonial britannique. Clive rentre d'une mission sur la Côte de l'Or en Afrique, accompagné de sa femme Helen. Il découvre que son jeune frère John, qui est amoureux de Phyllis, n'a pas envie de suivre ses traces. John est persuadé par son grand-père d'essayer le service colonial. Il se rend alors avec Clive sur la Côte, où ils vont enquêter sur la source d'une série d'émissions de radio qui sèment le trouble dans le monde entier. Ces émissions pourraient être liées à Hugo Zurof, un homme qui complote pour dominer le monde.
Clive laisse derrière lui sa femme enceinte, Helen, pour partir en mission. Zurof trompe John pour qu'il rappelle son frère, ce qui fait que Clive est renvoyé chez lui en disgrâce, bien que l'enfant de Clive et Helen meure en couches. John se rend à la base de Zurof et s'y infiltre en faisant semblant d'être ivre. Il parvient à diffuser un code à sa famille. Clive mène une mission de bombardement pour détruire la base. John y survit. Zurof et ses hommes sont tués.

## Fiche technique
- Titre original : The Sun Never Sets
- Titre français : Frères héroïques
- Réalisation : Rowland V. Lee
- Scénario : W.P. Lipscomb
- Photographie : George Robinson
- Montage : Ted J. Kent
- Musique : Frank Skinner
- Société de production : Universal Pictures
- Pays d'origine : États-Unis
- Format : Noir et blanc - 1,37:1 - Mono
- Date de sortie : 1939

## Distribution
- Douglas Fairbanks Jr. : John Randolph
- Basil Rathbone : Clive Randolph
- Barbara O'Neil : Helen Randolph
- Lionel Atwill : Zurof
- Virginia Field : Phyllis
- Charles Aubrey Smith : Sir John Randolph
- Melville Cooper : Cosey
- Mary Forbes : Mme Randolph
- John Burton : Simon
- Theodore von Eltz : Delafons
- Douglas Walton : Charpentier
- Cecil Kellaway : Fonctionnaire colonial
- Robert Emmett Keane : Careira